# Света Богодорица Достойно ест (Никищан)
„Света Богородица Достойно ест“ (на гръцки: Παναγίας Άξιον Εστίν) е православен женски старокалендарен манастир край правищкото село Никищан (Никсияни), Егейска Македония, Гърция, част от Елевтеруполската митрополия на Вселенската патриаршия, управлявана от Църквата на Гърция.

## Местоположение
Манастирът е разположен на 2 km северно от Никищан на 350 m надморска височина. Южно от него манастирът „Свети Димитър “, а западно „Света Богородица Икосифиниса“. 

## Описание
Манастирът е изграден в средата на XX век. Голяма част от него е издълбана в скала. Католикон е сводестата църква „Света Богородица Достойно ест“. Манастирът има и двуетажен конак, в която се помещават килиите на монасите, както и храм, изсечен в скалата.